# لیرجت ۳۱
لیرجت ۳۱ (به انگلیسی: Learjet 31) یک هواگرد ساختِ کارخانهٔ لیرجت در کشور ایالات متحده آمریکا است که در سال ۱۹۸۷–۲۰۰۳ ساخته شد. نخستین استفاده‌کنندهٔ این هواگرد کاربر خصوصی بوده‌است. این هواگرد برای نخستین بار در ۱۱ مه ۱۹۸۷ میلادی مورد استفاده قرار گرفت.